# Tymochivka
Tymochivka (en ukrainien : Тимошівка) est un village d'Ukraine rattaché à la ville de Kamianka dans l'oblast de Tcherkassy. Il compte environ 700 habitants en 2009.

## Municipalité
Le village fait partie d'une communauté territoriale unie (uk), celle de la communauté de la ville de Kamianka (uk). Il occupe une place au conseil municipal.

## Musée

Musée de Karol Szymanowski.

C'est le lieu de naissance du compositeur polonais Karol Szymanowski. Un musée lui est dédié. En 2017, le musée de la ville établit un partenariat avec la ville de Lausanne pour une exposition.